# ماري بريدجيت ديفيز
ماري بريدجيت ديفيز (بالإنجليزية: Mary Bridget Davies)‏ هي مغنية مؤلفة وملحنة وكاتبة أغاني وممثلة أمريكية، ولدت في 30 أغسطس 1978 في كليفلاند في الولايات المتحدة. من الجوائز التي نالتها جائزة المسرح العالمي سنة 2014.

## جوائز وترشيحات
جوائز
- جائزة المسرح العالمي (2014)

ترشيحات
- جائزة توني عن فئة أفضل ممثلة في مسرحية موسيقية [الإنجليزية]‏ (2014)

## وصلات خارجية
- ماري بريدجيت ديفيز على موقع IMDb (الإنجليزية)
- ماري بريدجيت ديفيز على موقع ميوزك برينز (الإنجليزية)
- ماري بريدجيت ديفيز على موقع قاعدة بيانات برودواي على الإنترنت (الإنجليزية)
- ماري بريدجيت ديفيز على موقع كينوبويسك (الروسية)